# Belinda Chapple

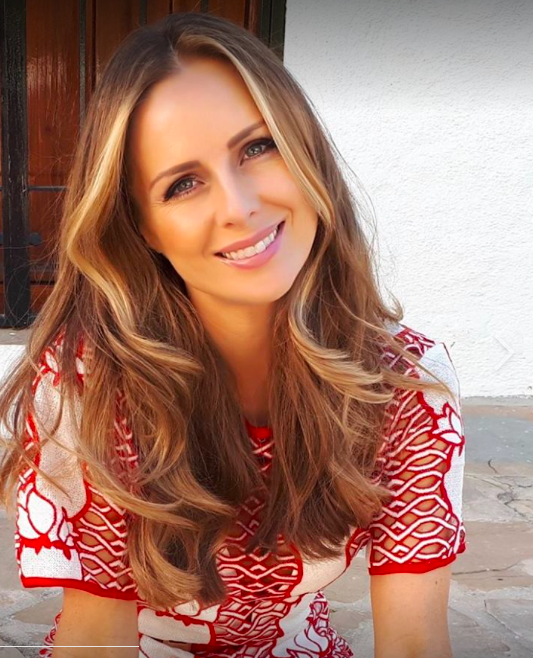
Belinda Chapple

Belinda Barbara Chapple (* 15. Januar 1975) ist eine australische Sängerin und ehemaliges Mitglied der Girlgroup Bardot, aus dem Reality-Talentwettbewerb Popstars. Ende 1999, im Alter von 24 Jahren, hat Chapple an der ersten australischen Staffel von Popstars teilgenommen, eine Reality-Fernsehsendung mit dem Ziel, eine neue Girlgroup aufzubauen. Chapple wurde aus mehr als 2000 Mädchen ausgewählt, die in ganz Australien teilgenommen hatten.
Popstars war eines der beliebtesten und am höchsten bewerteten Fernsehprogramme in Australien im Jahr 2000. Die Debütsingle von Bardot „Poison“ und auch das Debütalbum haben beide den ersten Platz in den ARIA Charts erreicht. Mit ihren nächsten Singles „I Should’ve Never Let You Go“ und „These Days“ konnte die Gruppe ihren Erfolg in den australischen Charts fortsetzten. Im August 2000 ist die Gruppe auf ihre erste nationale Tour gegangen.
Im Juli 2001 ist Bardot mit „ASAP“, der ersten Single von ihrem zweiten Album, ins Rampenlicht zurückgekehrt. „ASAP“ und die nächste Single „I Need Somebody“ haben beide den fünften Platz in den ARIA Singles Charts erreicht. Im November 2001 hat die Gruppe ihr zweites Album Play It Like That veröffentlicht. Anfang 2002 ist die Gruppe auf ihre zweite nationale Tour gegangen. Im Anschluss wurde ihre letzte Single „Love Will Find a Way“ veröffentlicht, bevor sie sich im März 2002 einvernehmlich getrennt haben.
Nach der Trennung von Bardot startete Chapple ihre Solokarriere und veröffentlichte zwei Singles, die Ballade der Olympischen Spiele „Where It All Began“ im August 2004 und „Move Together“ im April 2005, mit der sie den 26. Platz in den ARIA Singles Charts erreichen konnte. Chapple ist später eine Kreativdirektorin der Bühnenshow Sydney After Dark geworden. Dann hat Chapple hinter den Kulissen der Unterhaltungsindustrie gearbeitet, als Kreativdirektorin für Asia's Next Top Model in Singapur und als Firmenleiterin der Universal Studios Singapore. Chapple arbeitet als Fotomodell in London und hat Innenarchitektur an der National Design Academy studiert. Sie hat eigene Innenarchitekturgeschäfte in Marbella und London.

## Diskographie

### Singler
- „Where It All Began“ (2004)
- „Move Together“ (2005)